# Thai Women’s League 2022
Die Thai Women’s League 2022 (thailändisch ไทยวีเมนส์ลีก ฤดูกาล 2565) war die achte Spielzeit der höchsten thailändischen Frauenfußballliga seit ihrer Gründung im Jahr 2008. Organisiert wurde die Liga vom thailändischen Fußballverband. An dem Wettbewerb nahmen zehn Mannschaften teil. Die Saison begann am 26. Februar 2022 und endete am 19. Juni 2022. Titelverteidiger war BG Bundit Asia.

## Mannschaften
| Mannschaft                   | Standort            | Stadion                                     |
| ---------------------------- | ------------------- | ------------------------------------------- |
| Bangkok WFC                  | Bangkok, Min Buri   | 72nd Anniversary Stadium (Min Buri)         |
| BG College of Asian Scholars | Khon Kaen           | Unif Park                                   |
| BRU Burirat Academy          | Buriram             | Buriram Rajabhat University Central Stadium |
| MH Nakhon Si FC              | Nakhon Si Thammarat | Nakhon Si Thammarat Sport School Stadium    |
| Chonburi WFC                 | Chonburi            | Chonburi FC Football Training Ground        |
| Khon Kaen Sports School      | Khon Kaen           | Stadium of Khon Kaen Sports School          |
| Lampang Sports School WFC    | Lampang             | Lampang Provincial Stadium                  |
| Kasem Bundit University FC   | Bangkok, Min Buri   | Kasem Bundit University Stadium             |

## Tabelle
Stand: Saisonende 2022
| Pl. | Verein                       | Sp. | S  | U | N  | Tore    | Diff. | Punkte |
| --- | ---------------------------- | --- | -- | - | -- | ------- | ----- | ------ |
| 1.  | BG College of Asian Scholars | 14  | 14 | 0 | 0  | 049:100 | +48   | 42     |
| 2.  | MH Nakhon Si FC              | 14  | 10 | 1 | 3  | 028:140 | +14   | 31     |
| 3.  | Chonburi WFC                 | 14  | 8  | 2 | 4  | 038:170 | +21   | 26     |
| 4.  | Bangkok WFC                  | 14  | 6  | 2 | 6  | 025:230 | +2    | 20     |
| 5.  | Khon Kaen Sports School      | 14  | 5  | 3 | 6  | 011:200 | −9    | 18     |
| 6.  | BRU Burirat Academy          | 14  | 2  | 3 | 9  | 015:370 | −22   | 09     |
| 7.  | Lampang Sports School WFC    | 14  | 2  | 2 | 10 | 014:400 | −26   | 08     |
| 8.  | Kasem Bundit University FC   | 14  | 2  | 1 | 11 | 011:390 | −28   | 07     |

| Zum Saisonende 2022:                     |
| Thailändischer Meister Relegationsspiele |

## Ergebnisse
| Datum            |                           | Ergebnis |                              |
| ---------------- | ------------------------- | -------- | ---------------------------- |
| 1. Spieltag      |                           |          |                              |
| 26. Februar 2022 | Bangkok WFC               | 3:1      | Kasem Bundit University FC   |
| 27. Februar 2022 | Chonburi WFC              | 2:2      | BRU Burirat Academy          |
| 2. März 2022     | Khon Kaen Sports School   | 0:2      | BG College of Asian Scholars |
| 9. März 2022     | Lampang Sports School WFC | 1:4      | MH Nakhon Si FC              |

| Datum        |                              | Ergebnis |                            |
| ------------ | ---------------------------- | -------- | -------------------------- |
| 2. Spieltag  |                              |          |                            |
| 5. März 2022 | MH Nakhon Si FC              | 1:0      | Kasem Bundit University FC |
| 6. März 2022 | BG College of Asian Scholars | 1:0      | Chonburi WFC               |
| 6. März 2022 | BRU Burirat Academy          | 1:2      | Bangkok WFC                |
| 7. März 2022 | Khon Kaen Sports School      | 2:0      | Lampang Sports School WFC  |

| Datum          |                            | Ergebnis |                              |
| -------------- | -------------------------- | -------- | ---------------------------- |
| 3. Spieltag    |                            |          |                              |
| 11. März 2022  | Kasem Bundit University FC | 0:5      | Lampang Sports School WFC    |
| 11. März 20222 | Bangkok WFC                | 0:4      | BG College of Asian Scholars |
| 11. März 2022  | Khon Kaen Sports School    | 0:4      | Chonburi WFC                 |
| 12. März 2022  | BRU Burirat Academy        | 1:2      | MH Nakhon Si FC              |

| Datum         |                              | Ergebnis |                         |
| ------------- | ---------------------------- | -------- | ----------------------- |
| 4. Spieltag   |                              |          |                         |
| 30. März 2022 | BG College of Asian Scholars | 3:0      | MH Nakhon Si FC         |
| 30. März 2022 | Chonburi WFC                 | 4:1      | Bangkok WFC             |
| 30. März 2022 | Lampang Sports School WFC    | 1:3      | BRU Burirat Academy     |
| 30. März 202  | Kasem Bundit University FC   | 2:1      | Khon Kaen Sports School |

| Datum         |                              | Ergebnis |                            |
| ------------- | ---------------------------- | -------- | -------------------------- |
| 5. Spieltag   |                              |          |                            |
| 3. April 2022 | Khon Kaen Sports School      | 1:0      | Bangkok WFC                |
| 3. April 2022 | BRU Burirat Academy          | 2:1      | Kasem Bundit University FC |
| 3. April 2022 | BG College of Asian Scholars | 6:0      | Lampang Sports School WFC  |
| 3. April 2022 | MH Nakhon Si FC              | 2:1      | Chonburi WFC               |

| Datum         |                            | Ergebnis |                              |
| ------------- | -------------------------- | -------- | ---------------------------- |
| 6. Spieltag   |                            |          |                              |
| 6. April 2022 | Kasem Bundit University FC | 0:5      | BG College of Asian Scholars |
| 6. April 2022 | Chonburi WFC               | 5:0      | Lampang Sports School WFC    |
| 6. April 2022 | Bangkok WFC                | 0:1      | MH Nakhon Si FC              |
| 6. April 2022 | Khon Kaen Sports School    | 1:0      | BRU Burirat Academy          |

| Datum          |                           | Ergebnis |                              |
| -------------- | ------------------------- | -------- | ---------------------------- |
| 7. Spieltag    |                           |          |                              |
| 10. April 2022 | MH Nakhon Si FC           | 0:0      | Khon Kaen Sports School      |
| 10. April 2022 | BRU Burirat Academy       | 0:4      | BG College of Asian Scholars |
| 10. April 2022 | Lampang Sports School WFC | 0:3      | Bangkok WFC                  |
| 10. April 2022 | Chonburi WFC              | 3:2      | Kasem Bundit University FC   |

| Datum        |                              | Ergebnis |                           |
| ------------ | ---------------------------- | -------- | ------------------------- |
| 8. Spieltag  |                              |          |                           |
| 28. Mai 2022 | Kasem Bundit University FC   | 1:3      | Bangkok WFC               |
| 28. Mai 2022 | BRU Burirat Academy          | 1:5      | Chonburi WFC              |
| 28. Mai 2022 | MH Nakhon Si FC              | 6:0      | Lampang Sports School WFC |
| 29. Mai 2022 | BG College of Asian Scholars | 3:0      | Khon Kaen Sports School   |

| Datum        |                            | Ergebnis |                              |
| ------------ | -------------------------- | -------- | ---------------------------- |
| 9. Spieltag  |                            |          |                              |
| 1. Juni 2022 | Kasem Bundit University FC | 1:4      | MH Nakhon Si FC              |
| 1. Juni 2022 | Chonburi WFC               | 1:3      | BG College of Asian Scholars |
| 1. Juni 2022 | Bangkok WFC                | 6:1      | BRU Burirat Academy          |
| 1. Juni 2022 | Lampang Sports School WFC  | 1:2      | Khon Kaen Sports School      |

| Datum        |                              | Ergebnis |                            |
| ------------ | ---------------------------- | -------- | -------------------------- |
| 10. Spieltag |                              |          |                            |
| 4. Juni 2022 | Lampang Sports School WFC    | 0:0      | Kasem Bundit University FC |
| 5. Juni 2022 | BG College of Asian Scholars | 1:0      | Bangkok WFC                |
| 5. Juni 2022 | MH Nakhon Si FC              | 3:0      | BRU Burirat Academy        |
| 5. Juni 2022 | Chonburi WFC                 | 4:0      | Khon Kaen Sports School    |

| Datum        |                         | Ergebnis |                              |
| ------------ | ----------------------- | -------- | ---------------------------- |
| 11. Spieltag |                         |          |                              |
| 8. Juni 2022 | MH Nakhon Si FC         | 0:4      | BG College of Asian Scholars |
| 8. Juni 2022 | Bangkok WFC             | 2:2      | Chonburi WFC                 |
| 8. Juni 2022 | BRU Burirat Academy     | 2:2      | Lampang Sports School WFC    |
| 8. Juni 2022 | Khon Kaen Sports School | 1:0      | Kasem Bundit University FC   |

| Datum         |                            | Ergebnis |                              |
| ------------- | -------------------------- | -------- | ---------------------------- |
| 12. Spieltag  |                            |          |                              |
| 11. Juni 2022 | Lampang Sports School WFC  | 0:2      | BG College of Asian Scholars |
| 11. Juni 2022 | Chonburi WFC               | 2:0      | MH Nakhon Si FC              |
| 12. Juni 2022 | Bangkok WFC                | 1:1      | Khon Kaen Sports School      |
| 12. Juni 2022 | Kasem Bundit University FC | 2:1      | BRU Burirat Academy          |

| Datum         |                              | Ergebnis |                            |
| ------------- | ---------------------------- | -------- | -------------------------- |
| 13. Spieltag  |                              |          |                            |
| 15. Juni 2022 | BG College of Asian Scholars | 6:0      | Kasem Bundit University FC |
| 15. Juni 2022 | Lampang Sports School WFC    | 2:1      | Chonburi WFC               |
| 15. Juni 2022 | MH Nakhon Si FC              | 3:0      | Bangkok WFC                |
| 15. Juni 2022 | BRU Burirat Academy          | 1:1      | Khon Kaen Sports School    |

| Datum         |                              | Ergebnis |                           |
| ------------- | ---------------------------- | -------- | ------------------------- |
| 14. Spieltag  |                              |          |                           |
| 19. Juni 2022 | BG College of Asian Scholars | 5:0      | BRU Burirat Academy       |
| 19. Juni 2022 | Kasem Bundit University FC   | 1:4      | Chonburi WFC              |
| 19. Juni 2022 | Bangkok WFC                  | 4:2      | Lampang Sports School WFC |
| 19. Juni 2022 | Khon Kaen Sports School      | 1:2      | MH Nakhon Si FC           |